# José Cura
José Cura, né le 5 décembre 1962 à Rosario, est un ténor et chef d'orchestre argentin.

## Biographie
José Cura est formé à la direction d'orchestre et s'intéresse d'abord à la musique symphonique. Il découvre sa voix par hasard. En 1994, sa victoire au concours Operalia de Plácido Domingo le révèle au grand public, et fait exploser sa carrière.
Dès l'année suivante, il fait ses débuts au Royal Opera House de Londres dans le rôle-titre du Stiffelio de Verdi, où il remporte un grand succès en remplaçant José Carreras, et dans Nabucco à l'Opéra de Paris. Parmi les dates importantes de sa carrière, on note ses débuts au Staatsoper de Vienne dans Tosca, puis à La Scala de Milan dans La Gioconda de Ponchielli en 1997. En 1998, il débute à l'Opéra de Washington dans un rôle très important dans sa carrière : Samson, dans le Samson et Dalila de Saint-Saëns.
En 1999, il est le second ténor de l'histoire à faire ses débuts au Metropolitan Opera de New York pour y chanter l'inauguration de la saison - le premier était Caruso, en 1902.
José Cura est aussi le premier artiste à diriger un orchestre et chanter simultanément, comme dans son disque Verismo. En février 2003 à l'opéra de Hambourg, il dirigea Cavalleria Rusticana, puis après l'entracte, il monta sur scène pour tenir le rôle de Canio dans Pagliacci.
Il se produit aussi régulièrement aux Arènes de Vérone. Il y a entre autres interprété les rôles de Radamès dans Aïda de Verdi pour l'inauguration de la saison, de Don José dans Carmen de Bizet ou encore du prince Calaf dans Turandot de Puccini.
Il s'attache aussi à faire partager son art, en donnant régulièrement des master-classes à de jeunes espoirs du chant. De plus, en 2007, il est nommé professeur invité à la Royal Academy of Music de Londres.
Il se lance aussi dans la mise en scène. en novembre 2012, il met en scène Cavalleria Rusticana et I Pagliacci à l'opéra royal de Wallonie tout en interprétant les rôles de Turiddu et Canio. Ce spectacle est repris au Teatro Colon de Buenos Aires en 2015.

## Discographie
- Le Villi, de Giacomo Puccini 1994 (CD)
- Iris, de Pietro Mascagni, 1996 (CD)
- Anhelo, 1997
- Samson et Dalila, de Camille Saint-Saëns, 1998
- Fedora, de Umberto Giordano, 1998
- Verismo, 1998 (CD)
- La traviata, de Giuseppe Verdi, 2000 (DVD & CD)
- Manon Lescaut, de Giacomo Puccini, 2000 (CD)
- Arie di Verdi, 2000 (cd)
- Pagliacci , de Ruggero Leoncavallo, 2000
- Tosca (2001), de Giacomo Puccini (DVD)
- A Passion of Verdi, 2001 (DVD)
- Il trovatore, de Giuseppe Verdi, 2002 (DVD)
- Aurora, 2002 (CD)
- Boleros, 2002 (CD)
- Songs of Love, 2002 (CD)
- Il trovatore, de Giuseppe Verdi, 2002, dir: Carlo Rizzi (DVD)
- Manon Lescaut, de Giacomo Puccini, 2005 (DVD)
- Otello, de Giuseppe Verdi, 2006, dir: Antoni Ros Barbà (DVD)
- Andrea Chénier, de Umberto Giordano, 2006, dir: Carlo Rizzi (DVD)

## Prix et récompenses
- 1994 - 1er prix de l'Operalia International Opera Competition de Plácido Domingo
- 1997 - Prix Abbiati de la critique musicale italienne
- 1998 - Orphée d’Or - Académie du disque lyrique, France
- 1999 - Professeur honoris causa de l'université C.A.E.C.E, Argentine
- 1999 - Citoyen d'honneur de la ville de Rosario, Argentine
- 1999 - ECHO – Deutscher Schallplattenpreis : Chanteur de l'année, Allemagne
- 2000 - Chevalier de l'ordre national du Cèdre, Liban
- 2001 - Meilleur artiste de l'année, Grup de Liceistes – Barcelone
- 2002 - The Ewa Czeszejko – Sochacka Foundation Award, Poland
- 2003 - Artiste de l'année – Prix Catulle, Italie
- 2004 - Citoyen d'honneur de la ville de Veszprem, Hongrie
- 2008 - Career Achievement Award, La diaspora libanaise en Argentina